# Lamborghini

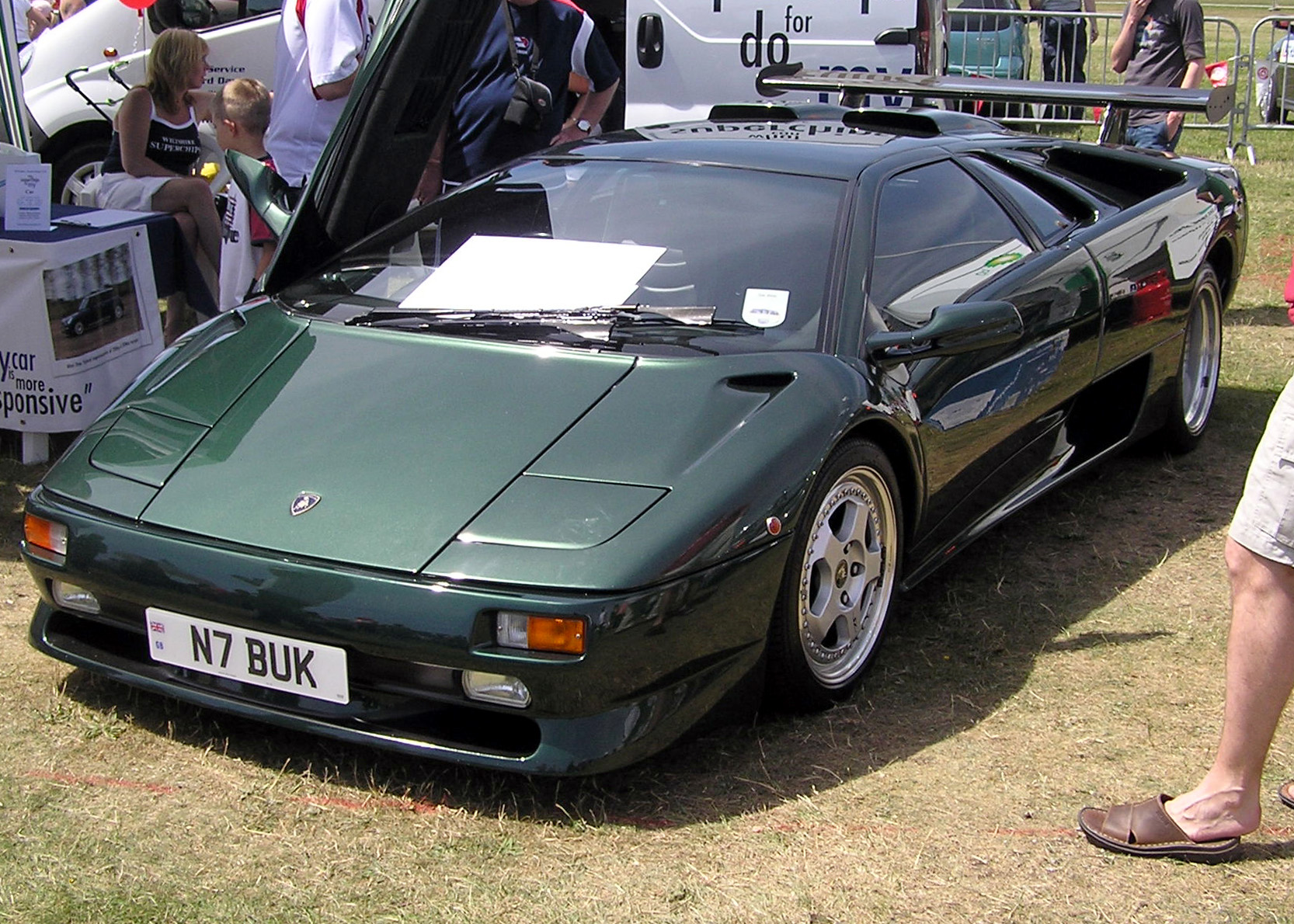
Lamborghini Diablo

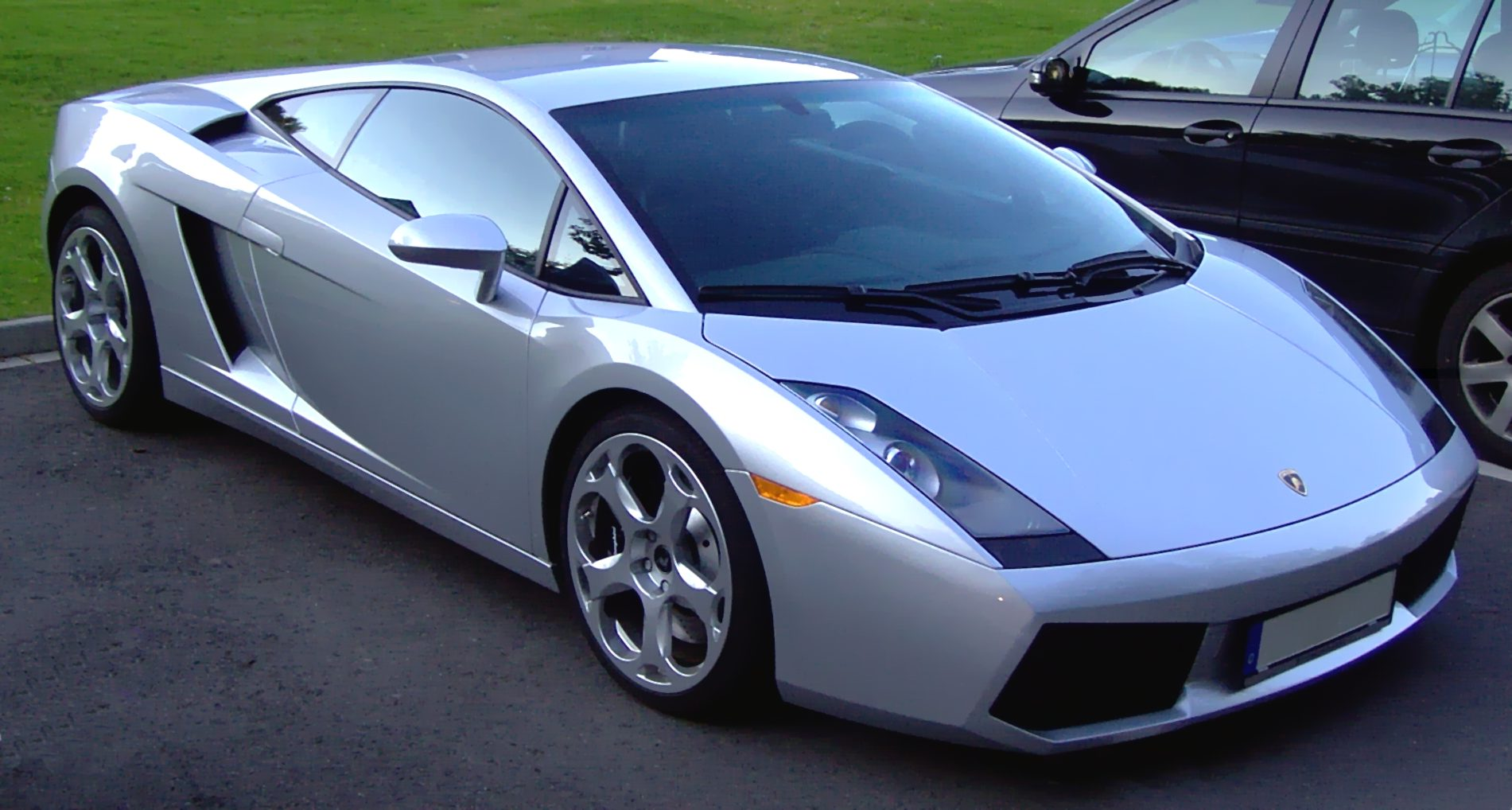
2004 Lamborghini Gallardo

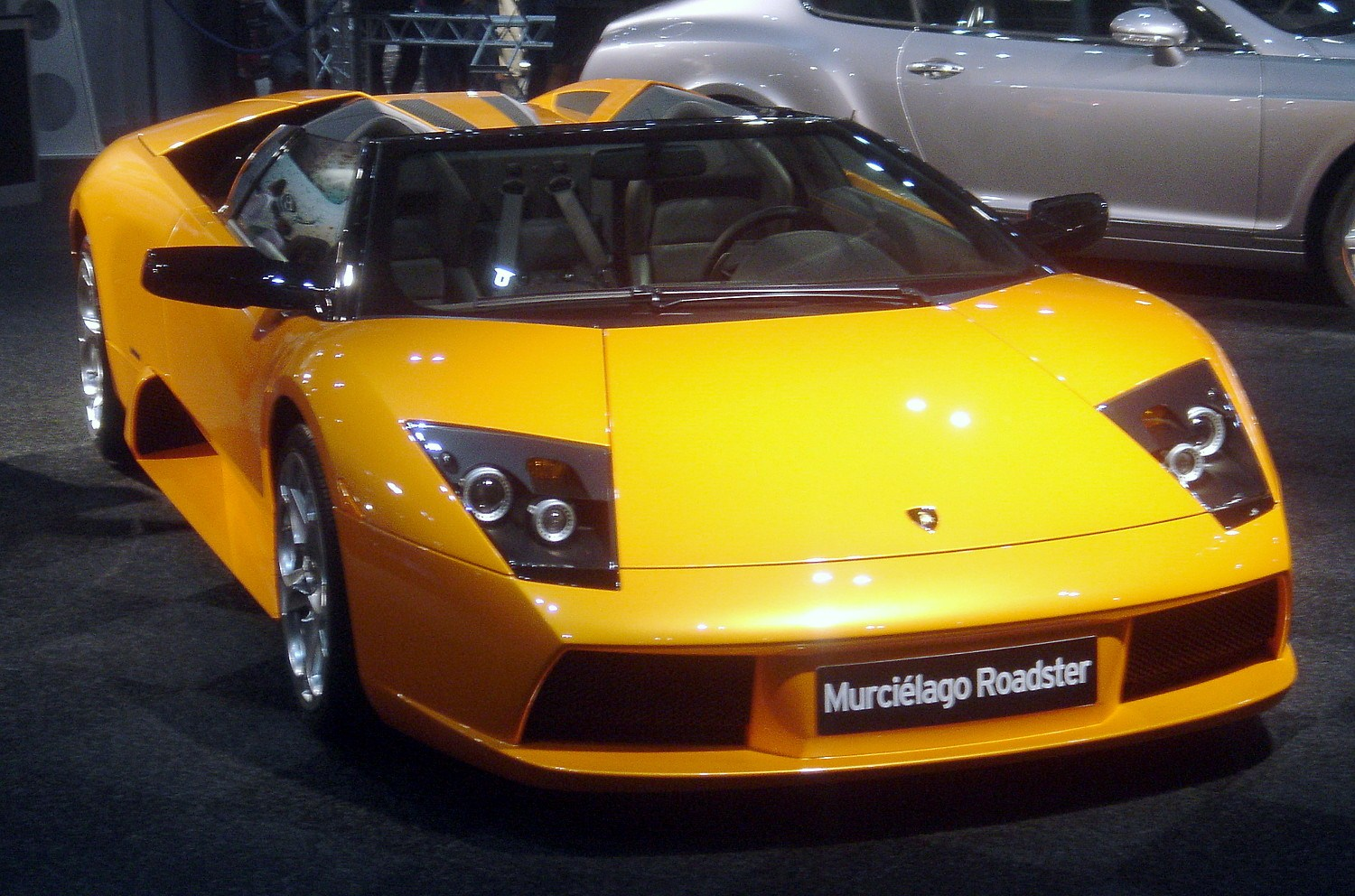
2004 Lamborghini Murciélago Roadster

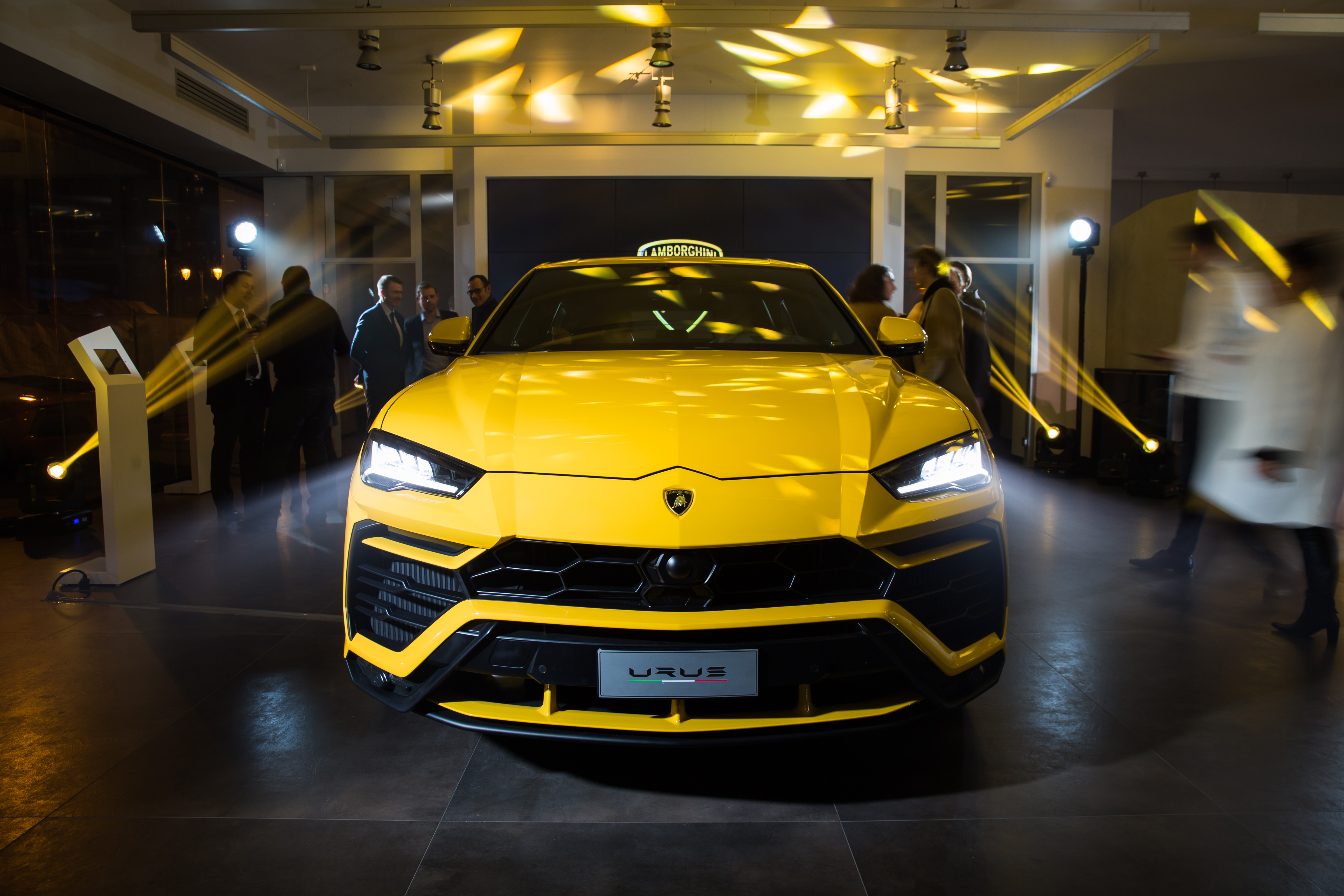
Nově představené SUV od Lamborghini: URUS

Italská společnost Automobili Lamborghini S.p.A. známá jen jako Lamborghini (výslovnost: IPA:[lamborˈɡiːni]; [lamborgíni]), je výrobcem vysoce výkonných supersportovních automobilů. V současnosti spadá pod koncern VolksWagen. Sídlí v italském městečku Sant'Agata Bolognese a vyrábí v Boloni. Společnost založil v roce 1963 Ferruccio Lamborghini (1916–1993). Pro firmu navrhovali nebo navrhují vozy proslulí designeři a návrhářské firmy jako Franco Scaglione, Touring of Milan, Zagato, Mario Marazzi, Bertone, ItalDesign, Marcello Gandini a Luc Donckerwolke.

## Historie
Ferrucio Lamborghini založil ve městě Centa v provincii Ferrara firmu Lamborghini Trattori S.p.A. na výrobu traktorů v roce 1948. V roce 1959 výrobu rozšířil o výrobu klimatizací. Na přelomu let 1962 a 1963 položil základy dnešní firmy – vznikla společnost Automobili Lamborghini. Jako úspěšný podnikatel vlastnil vozy Maserati a Ferrari, se kterými však nebyl nikdy úplně spokojen.
Existuje více verzí příběhů o vzniku firmy. Základem většiny z nich je spor Enza Ferrariho s Lamborghinim, po němž se Ferrucio rozhodl vyrábět vlastní vozy a konkurovat tak Ferrari. Podle Lamborghiniho syna  došlo ke sporu v továrně Ferrari, kam si šel Lamborghini stěžovat na kvalitu spojky ve svém voze Ferrari 250GT. Enzo Ferrari na stížnost reagoval podrážděně a prohlásil, že Lamborghini může maximálně jezdit traktorem, když neumí jezdit autem. Lamborghini se vrátil do své továrny, spojku rozmontoval a zjistil, že dodavatelem spojek je stejná firma, která dodává díly pro jeho traktory. Ve skladu našel správný náhradní díl a závadu tak odstranil.
Lamborghini se rozhodl, že jeho vozy by měl pohánět dvanáctiválcový motor. Ke konstrukci motoru byl přizván mladý talentovaný konstruktér Giotto Bizzarini, který předtím pracoval na motorech V12 u Ferrari. Motor měl 4 vačky zdvihající 2 velké vrtané ventily v každém válci. Výkon motoru byl neuvěřitelných 350 koní. Vůz pro tento motor navrhla firma Scaglione-Touring.
Prototyp označený 350GTV se poprvé objevil na Turínském autosalonu. Hned první rok výroby sériového Lamborghini 350GT se prodalo 130 kusů.
Ferrucio, narozený ve znamení býka, rozhodl, že jeho společnost bude mít býka také ve znaku.
Dalším vyráběným a úspěšně prodávaným typem byl Lamborghini 400GT. Prodeje obou modelů zajistily společnosti finance na vývoj převratného automobilu.
Lamborghini Miura v roce 1965 představil Lamborghini osobně na Turínském autosalonu. Miura byla prvním skutečným supersportovním vozem automobilky. Motor u Miury byl uložen transverzálně. Vůz byl velmi úspěšný, jen v roce 1967 se prodalo 111 kusů. Firma se tak zařadila mezi velmi úspěšné výrobce drahých sportovních vozů.
V roce 1971 svět šokoval revoluční vůz Lamborghini Countach. Jako první měl vzhůru otevírané dveře, což se stalo poznávacím znakem všech pozdějších vozů Lamborghini. Countach měl na bocích mohutné otvory pro nasávaný vzduch a výkonný čtyřlitrový motor.
Následující rok se však stal pro firmu velmi ztrátovým. Došlo ke zrušení velké dodávky traktorů do jižní Ameriky a už financované rozšíření výrobních kapacit přivedlo firmu skoro k bankrotu. Ferrucio musel svůj podíl ve výrobě traktorů prodat Fiatu. Traktory Lamborghini se do současnosti vyrábějí ve společnosti Same Deutz-Fahr.
Prodeje vozů Countach držely firmu „nad vodou“. Ropná krize v sedmdesátých letech spolu s dvouletým pořadníkem a nedočkaví zákazníci i problémy s financováním výroby a dodávkou dílů vedly v roce 1978 k vyhlášení úpadku.
Italský soud byl v roce 1980 pověřen hledáním nového vlastníka. Vybrána byla švýcarská společnost Patricka Mimrana, která vlastnila firmu až do roku 1987. Překvapením byl prodej firmy Chrysleru. Pod jeho vedením byl vyvinut nástupce vozů Countach – Lamborghini Diablo a automobilka se vrátila zpět na špici.
Chrysler, který se však později taktéž potýkal s finančními problémy, byl přinucen prodat značku indonéské finanční společnosti Megatech. Ta ji ovšem v roce 1998 prodala současnému majiteli, kterým je Audi.

## Současnost
V současnosti se prodávají tyto modely:
- Aventador S
- Aventador S Roadster
- Aventador LP720-4 50th Aniversario (limitovaná edice)
- Huracán LP610-4
- Huracán Performante
- Urus (SUV)

Modely v budoucnu, jako například nový vůz Miura, má navrhovat Walter de'Silva (navrhl už vyráběné SUV LM002).

## Modely
| Výroba       | Model                    | Výkon kW / PS              | Vmax                 | Zrychlení 0–100 km/h | Obrázek |
| 1964 až 1967 | Lamborghini 350 GT       | 206 kW / 280 PS            | 250 km/h             | 6,8 s                |         |
| 1966 až 1968 | Lamborghini 400 GT       | 235 kW / 320 PS            | 255 km/h             | 6,4 s                |         |
| 1964 až 1966 | Lamborghini P350         | 206–264 kW / 280–360 PS    | 250 km/h až 280 km/h | 6,2 s–6,8 s          |         |
| 1966 až 1973 | Lamborghini Miura        | 235–283 kW / 320–385 PS    | 274 km/h až 295 km/h | 5,5 s–6,8 s          |         |
| 1968 až 1970 | Lamborghini Islero       | 235–257 kW / 320–350 PS    | 260 km/h až 265 km/h | 6,2 s                |         |
| 1968 až 1978 | Lamborghini Espada       | 257 kW / 350 PS            | 245 km/h             | 6,5 s                |         |
| 1970 až 1976 | Lamborghini Jarama       | 257–268 kW / 350–365 PS    | 245 km/h až 260 km/h | 5,9 s–6,8 s          |         |
| 1974 až 1990 | Lamborghini Countach     | 260–335 kW / 353–455 PS    | 275 km/h až 295 km/h | 5,0 s–5,9 s          |         |
| 1975 až 1979 | Lamborghini Urraco       | 134–195 kW / 182–265 PS    | 215 km/h až 260 km/h | 5,5 s–7,1 s          |         |
| 1976 až 1981 | Lamborghini Silhouette   | 189 kW / 260 PS            | 250 km/h             | 7,0 s                |         |
| 1981 až 1988 | Lamborghini Jalpa        | 187 kW / 255 PS            | 248 km/h             | 6,5 s                |         |
| 1982 až 1993 | Lamborghini LM002        | 335 kW / 455 PS            | 200 km/h             | 8,2 s                |         |
| 1990 až 2001 | Lamborghini Diablo       | 362–434 kW / 492–590 PS    | 325 km/h až 338 km/h | 3,5 s–4,1 s          |         |
| 2001–2010    | Lamborghini Murciélago   | 426–471 kW / 580–640 PS    | 330–340 km/h         | 3,4–3,8 s            |         |
| od 2003      | Lamborghini Gallardo     | 368–382 kW / 500–560 PS    | 309 km/h až 315 km/h | 4,0–4,3 s            |         |
| 2008         | Lamborghini Reventón     | 480 kW / 653 PS            | 356 km/h             | 3,4 s                |         |
| od 2011      | Lamborghini Aventador    | 515 kW / 700 PS            | 350 km/h             | 2,9 s                |         |
| 2010         | Sesto Elemento           | power-to-weight ratio 1.75 |                      | 2,5 s                |         |
| 2012         | Aventador J              | 515 kW / 700 PS            | 349 km/h             | 2,9 s                |         |
| 2013         | Veneno                   | power-to-weight ratio 1.93 |                      |                      |         |
| 2014         | Huracán                  | 610 PS / 449 kW            | 324 km/h             | 3,5 s                |         |
| 2015         | Aventador S              | 740 PS / 544 kW            | 350 km/h             | 2,9 s                |         |
| 2017         | Centenario               | 770 PS / 566 kW            | >350 km/h            | 2,8 s                |         |
| 2017         | Terzo Millenio Concept   | 625 kW / 849 PS            | 350 km/h             | 2,8 s                |         |
| 2018         | SUV Urus                 | 478 kW / 650 PS            | >305 km/h            | 3,6 s                |         |
| 2019         | Sián                     | 819 PS / 602 kW            | >350 km/h            | <2,9 s               |         |
| 2020         | Vision V12 Grand Turismo |                            |                      |                      |         |
| 2021         | Countach LPI 800-4       |                            |                      |                      |         |
| 2021         | Essenza                  |                            |                      |                      |         |
| 2024         | Revuelto                 | 747 kW                     | >350 km/h            | <2,5                 |         |